# Nesquik
Nesquik – napój kakaowy, sprzedawany w postaci proszku przeznaczonego do rozpuszczania w zimnym lub ciepłym mleku lub wodzie, produkowany od 1948 roku przez firmę Nestlé. W USA produkt ten był sprzedawany do 1999 roku pod nazwą Nestle Quik, kiedy to również i w tym kraju przyjęto nazwę Nesquik.
Początkowo sprzedawany był w cylindrycznych, metalowych słoikach, następnie w plastikowych, kanelowanych prostopadłościennych pudełkach. Obecnie najczęściej sprzedawany w torebkach. Opakowania w żółtym kolorze zdobi rysunek antropomorficznego królika.
W Polsce Nesquik pojawił się na rynku w 1993 roku.

## Inne produkty marki Nesquik
Napój kakaowy był pierwszym produktem marki Nesquik. Obecnie w jej skład wchodzi cała seria innych produktów, m.in.:
- syropy o różnych smakach,
- proszki smakowe do mleka o różnych smakach,
- gotowe napoje (w butelkach) o różnych smakach,
- płatki (chrupki) śniadaniowe,
- batoniki,
- lody.

Ze względu na barwną oprawę, postać królika towarzyszącą produktom, jak i sam charakter produktów, marka Nesquik jest głównie adresowana do dzieci i młodzieży.

## Maskotka
Rolę maskotki marki pełni od 1973 antropomorficzny królik o imieniu Quicki. Stworzony przez Gilberta Mas. W USA i Kanadzie nazywany jest Bunny. W Portugalii jego rolę do 1999 roku pełnił kangur.
Quicki pojawia się na opakowaniach produktów Nesquik i w reklamach telewizyjnych.